# Setegantí
Setegantí è un comune (corregimiento) della Repubblica di Panama situato nel distretto di Chepigana, provincia di Darién. Si estende su una superficie di 101,1 km² e conta una popolazione di 558 abitanti (censimento 2010).